# Washington, Louisiana
Washington är en kommun (town) i Saint Landry Parish i Louisiana. Orten har fått namn efter president George Washington. Vid 2020 års folkräkning hade Washington 742 invånare.

## Kända personer från Washington
- Oramel H. Simpson, politiker